# Niclosamida
Niclosamide es el nombre de un medicamento indicado para el tratamiento de infestaciones por cestodas en humanos. No suele ser efectiva para el tratamiento de otros helmintos, incluyendo oxiuros ni nemátodas. La presentación es masticable, con dosificación dependiente de la edad y peso del individuo. La niclosamida es letal para las solitarias al entrar en contacto.

## Mecanismo de acción
Aparentemente, la niclosamida interrumpe el ciclo de la fosforilación oxidativa del gusano, sin afectar los tejidos humanos.

## Efectos secundarios
La niclosamida cursa con ocasionales efectos adversos, fundamentalmente dolor abdominal, anorexia, diarrea, y vómitos. En raras ocasiones causa mareo, irritación cutánea, picazón perianal y sabor desagradable en la boca.

## Para mayor información, véase también
- Reposicionamiento de medicamentos
- Mebendazol
- Albendazol